# Калалб, Светлана Яковлевна
Светла́на Я́ковлевна Кала́лб (род. 28 января 1964, Ленинград) — старший тренер женской сборной команды России по кёрлингу, тренер сборной России на Олимпийских играх 2014. Член тренерского совета Федерации кёрлинга России. Член контрольно-ревизионной комиссии Федерации кёрлинга России.

## Биография
В 1986 году окончила Национальный государственный университет физической культуры, спорта и здоровья имени П. Ф. Лесгафта.
Первый тренер Андрея Дроздова, Алексея Стукальского, Анны Сидоровой. Экс-тренер Виктории Моисеевой.
Мать и первый тренер Антона Калалба.

## Результаты как тренера национальных сборных
| Год  | Турнир                                       | Сборная          | Место |
| ---- | -------------------------------------------- | ---------------- | ----- |
| 2012 | Чемпионат Европы по кёрлингу 2012            | Россия (женщины) | 1     |
| 2014 | Чемпионат Европы по кёрлингу 2014            | Россия (женщины) | 2     |
| 2015 | Зимняя Универсиада 2015                      | Россия (женщины) | 1     |
| 2015 | Чемпионат мира по кёрлингу среди женщин 2015 | Россия (женщины) | 3     |
| 2015 | Чемпионат Европы по кёрлингу 2015            | Россия (женщины) | 1     |
| 2016 | Чемпионат мира по кёрлингу среди женщин 2016 | Россия (женщины) | 3     |
| 2017 | Чемпионат мира по кёрлингу среди женщин 2017 | Россия (женщины) | 2     |
| 2017 | Чемпионат Европы по кёрлингу 2017            | Россия (женщины) | 5     |
| 2018 | Кубок мира по кёрлингу 2018/2019 (1 этап)    | Россия (женщины) | 3     |
| 2019 | Кубок мира по кёрлингу 2018/2019 (3 этап)    | Россия (женщины) | 3     |
| 2019 | Кубок мира по кёрлингу 2018/2019 (финал)     | Россия (женщины) | 3     |